# دین مصر باستان
دین در مصر باستان یک سامانهٔ پیچیدهٔ چندخدایی بود، باورها و مراسم‌های مذهبی آنها جزئی از جامعهٔ مصر باستان شده بود. باور آنها این بود که خدایان بسیاری در میان آنها حضور دارند و کنترل جهان را دست دارند. مراسم‌های مذهبی مانند عبادت و دادن هدیه به خدایان برای این بود که لطف آنها را به سوی خود جلب کنند. مراسم‌های مذهبی رسمی با مرکزیت فرعون، فرمانروای مصر برگزار می‌شد او چنین باور داشت که به دلیل جایگاهی که دارد توان خدایی و آسمانی دارد و فرمانروایان به عنوان واسطهٔ میان خدایان و مردم اند. در آیین آنها فرعون باید برگزاری مراسم مذهبی و عبادت در مسیر دفاع از خدایان زندگی کند و برای آنها هدیه بفرستد تا خدایان نیز ماعت، نظم گیتی را برقرار کنند. منابع بسیاری پیرامون معبدسازی مصریان و مراسم‌های مذهبی شان در دسترس است.
افراد معمولی می‌توانند برای کارهای مربوط به خودشان با خدایان اندرکنش داشته باشند از آنها با دعا و عبادت درخواست کمک کنند یا آنها را به زور وادار به جادوگری کنند تا درخواست شان برآورده شود. این رفتارها جدا از مراسم‌های مذهبی رسمی بود اما به آنها شبیه بود. مصریان به جهان پس از مرگ باور داشتند، مراسم ویژه خاکسپاری که برگزار می‌شد نیز برای این بود که مطئئن شوند روح به دنیای دیگر خواهد رسید. فراهم کردن آرامگاه مناسب، کالاهای مربوط به گور و تلاش برای سالم نگه داشتن جسد همگی برای این هدف بود.
ریشه‌های این باورها در گذشتهٔ مصر در دوران پیش از تاریخ بود و بیش از ۳۰۰۰ سال در میان آنها رواج داشت. جزئیات این مراسم ذهبی با گذشت زمان و دگرگونی جایگاه خدایان، بالا رفتن یا کم شدن توجه به برخی خداها تغییر می‌کرد. برخی خداها با گذر زمان نسبت به دیگران برتری پیدا می‌کردند برای نمونه می‌توان به تغییر جایگاه رع، خدای خورشید، آمون خدای آفریننده و ایزیس که ایزدبانو بود اشاره کرد. باورهای مصریان باستان باعث ایجاد بناها و اثرات فراوان بر روی فرهنگ شد.

## باورها
آنچه امروز از آن به عنوان دین در مصر باستان یاد می‌شود در عمل مجموعه ای از جنبه‌های گوناگون جامعهٔ مصر است. در زبان‌های مصری یک عبارت یکتا برای مفهومی که امروزه از دین سراغ داریم نداشتند. دین در مصر باستان از بخش‌ها و باورهای گسترده و گوناگون ساخته شده بود. ویژگی‌هایی که خدایان داشتند ارتباط مستقیم با برداشت مصریان از جهانی که در آن زندگی می‌کردند داشت.

### خدایان

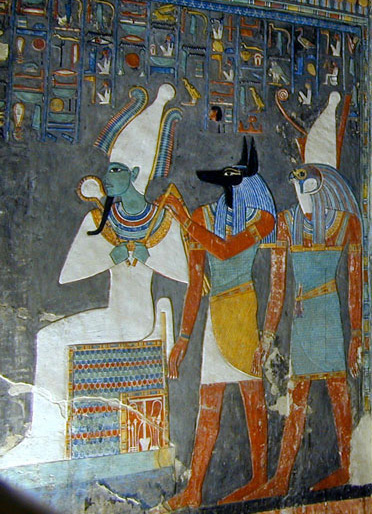
خدایان از چپ به راست به ترتیب ازیریس، آنوبیس و حوروس

مصریان باستان بر این باور بودند که پدیده‌های طبیعی در اصل نیروهای الهی اند این نیروها شامل عنصرها، ویژگی‌های حیوانی یا قدرت مطلق میباشند. مصریان به پانتئون خدایان باور داشتند. آنها در مراسم‌های مذهبی شان تلاش می‌کردند تا میان نیروهای خدایان، پایداری و آشتی برقرار کنند و آنها را در جهت منافع انسان‌ها هدایت کنند. سامانهٔ چندخدایی آنها بسیار پیچیده بود چون برخی خدایان نمودهای گوناگون داشتند و چندین مسئولیت الهی بر دوش آنها بود. در مقابل بسیاری نیروهای طبیعی مانند خورشید، مربوط به چند خدا بود. برخی خدایان نقش کلیدی داشتند، درحالی که نقش برخی خدایان کمتر یا حتی محدود به منطقهٔ خاصی بود یا حتی نقش شان در حد شیاطین بود. گاهی خدایی از فرهنگ دیگر وارد دین آنها می‌شد یا حتی انسان‌هایی بودند که نقش خدایی می‌گرفتند مانند فرعون‌ها که پس از مرگ نقش الهی می‌گرفتند و گاهی افراد معمولی نیز به چنین جایگاهی می‌رسیدند برای نمونه می‌توان از ایمهوتپ نام برد.

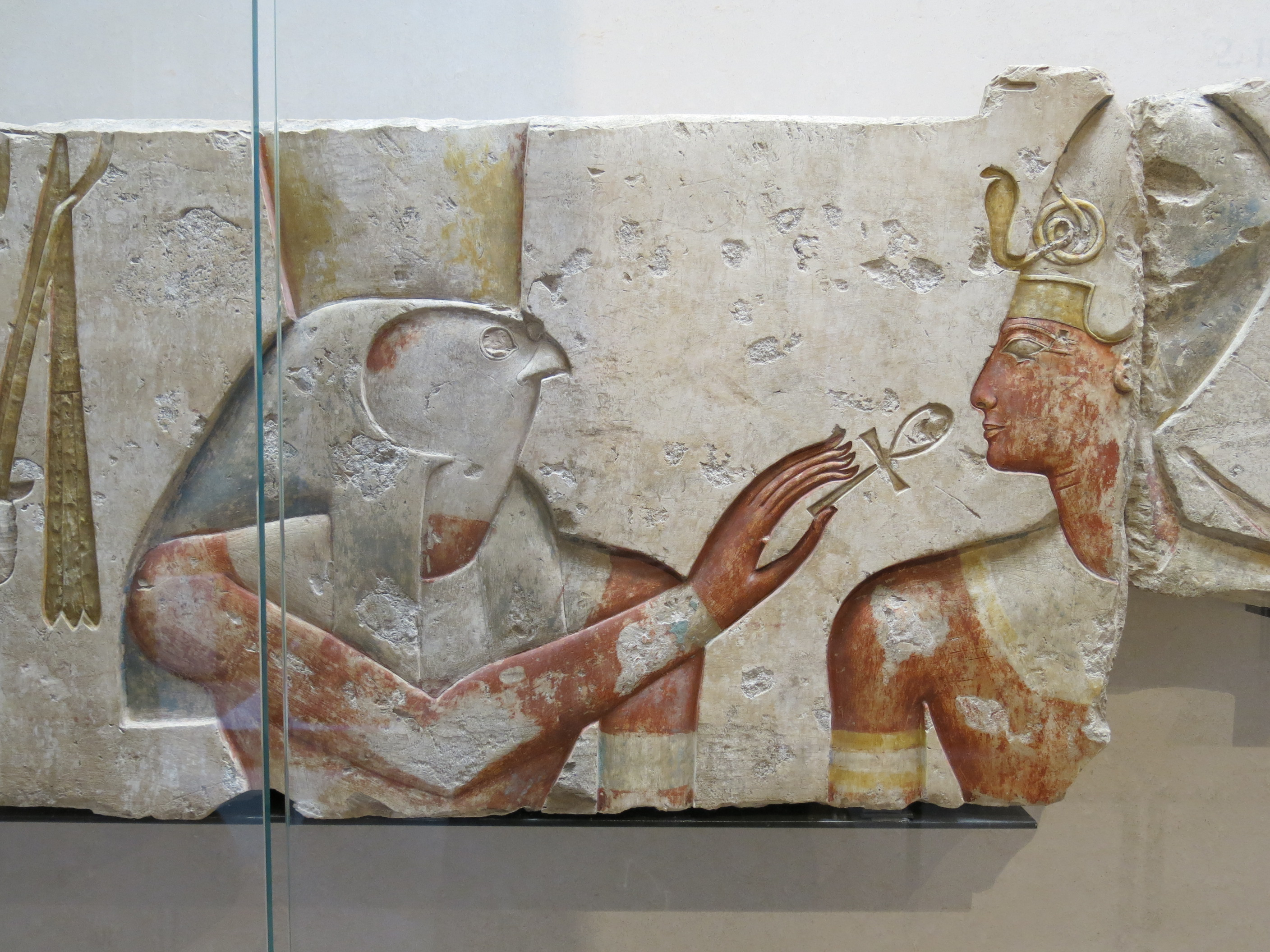
تصویری از رامسس دوم در کنار هوروس

تصاویری که از خدایان در نقاشی‌ها به دست آمده‌ است، به معنی شکل واقعی آن خدا نیست بلکه باور این بود که طبیعیتِ حقیقیِ خدایان، بسیار رمزآلود است. این تصاویر تنها نمادی از هر خدا بود تا نقش آن خدا را در طبیعت بیان کنند. این شکل‌های نمادین برای خدایان یکتا نبود. بلکه ممکن بود یک خدا بیش از یک قالب یا نماد داشته باشد.
بسیاری خدایان تنها به منطقهٔ مشخصی از مصر مربوط بودند و در آن منطقه نیرو و وردهای آنها اهمیت داشت اما این ارتباطات خدایان با هر منطقه می‌توانست با گذر زمان دگرگون شود. همچنین ارتباط و نفوذ یک خدا در یک منطقه به این معنی نبود که مفهوم خاستگاه آن خدا از آن منطقه است. برای نمونه مونت در اصل ریشه در شهر تبس داشت اما در جریان پادشاهی میانه مصر، آمون نقش او را تغییر داد انگار خاستگاه او جای دیگری است؛ شهرت و اهمیت خدایان به روش مشابه دچار دگرگونی می‌شود.

## جهان بینی مصریان باستان
تصور مصریان باستان از جهان بر وجود مآات متمرکز شده است، اسمی که چندین مفهوم را مانند "حقیقت"، "عدالت" و "نظم" در بر می‌گیرد. این نظم ثابت و ابدی جهان که از او نشأت می‌گیرد، هم در کیهان و هم در جامعه بشری بود. مصریان باور داشتند جهان بدون ماآت انسجام خود را از دست می دهد. در باور مصریان، مآات دائماً در معرض تهدید نیروهای شر بود، بنابراین همه جامعه ملزم به حفظ آن بودند. در سطح انسانی، این بدان معناست که همه اعضای جامعه باید همکاری و همزیستی داشته باشند. در سطح کیهانی به این معنی بود که همه نیروهای طبیعت - خدایان - باید در تعادل به کار خود ادامه دهند. اینگونه کارها در مذهب مصر نقش اساسی داشت. مصریان با حمایت از خدایان از طریق هدایا و انجام مراسمی که از بی نظمی جلوگیری می کردند و چرخه‌های طبیعت را تداوم می بخشیدند و به دنبال حفظ مآات در جهان خلقت بودند.
مهمترین بخش نگرش مصریان باستان به جهان، مفهوم زمان بود که به شدت به حفظ و نگهداری ماآت توجه داشت. در طول گذر خطی زمان، یک الگوی چرخه‌ای تکرار می‌شد، که در آن مآات توسط رویدادهای دوره‌ای که بازتاب خلقت اولیه بود، تجدید می‌شد. از جمله این رویدادها سیل سالانه نیل و جانشینی پادشاهی به جای پادشاه دیگر بود، اما مهمترین آنها سفر روزانه خدای خورشید، رع، بود.
زمانی که مصری ها به شکل کیهان و جهان فکر می کردند، زمین را به صورت دشتی مسطح می دیدند که توسط خدای گب آفریده شده بود و الهه‌ی آسمان بر فراز آن قوسی ایجاد کرده بود. این دو توسط شو، خدای هوا از هم جدا شدند. در نظر آنان، زیرِ زمین یک دنیای زیرزمینی و یک آسمان موازی با آسمان دنیا قرار داشت، و فراتر از آسمان ها وسعت بی نهایت نو، هرج و مرج و پرتگاه آبی اولیه که قبل از آفرینش وجود داشت، قرار داشت. مصریان همچنین به مکانی به نام دُ-ات اعتقاد داشتند، منطقه ای اسرارآمیز که با مرگ و تولد دوباره مرتبط است، که ممکن است در عالم اموات یا در آسمان قرار داشته باشد. رع هر روز بر روی آسمان سفر می کرد و شب ها از دُ-ات(زیر زمین) می گذشت تا به هنگام سپیده دم و طلوع خورشید دوباره متولد شود.
در باور مصریان، این جهان دارای سه نوع موجود دارای شعور و احساسات بود:
1. خدایان
2. ارواح انسان های مرده که در قلمرو خدایان وجود داشتند
3. انسان های زنده که مهم ترین آنها فرعون بود که بین قلمرو انسانی و خدایان، ارتباط برقرار می‌کرد

## پادشاهی

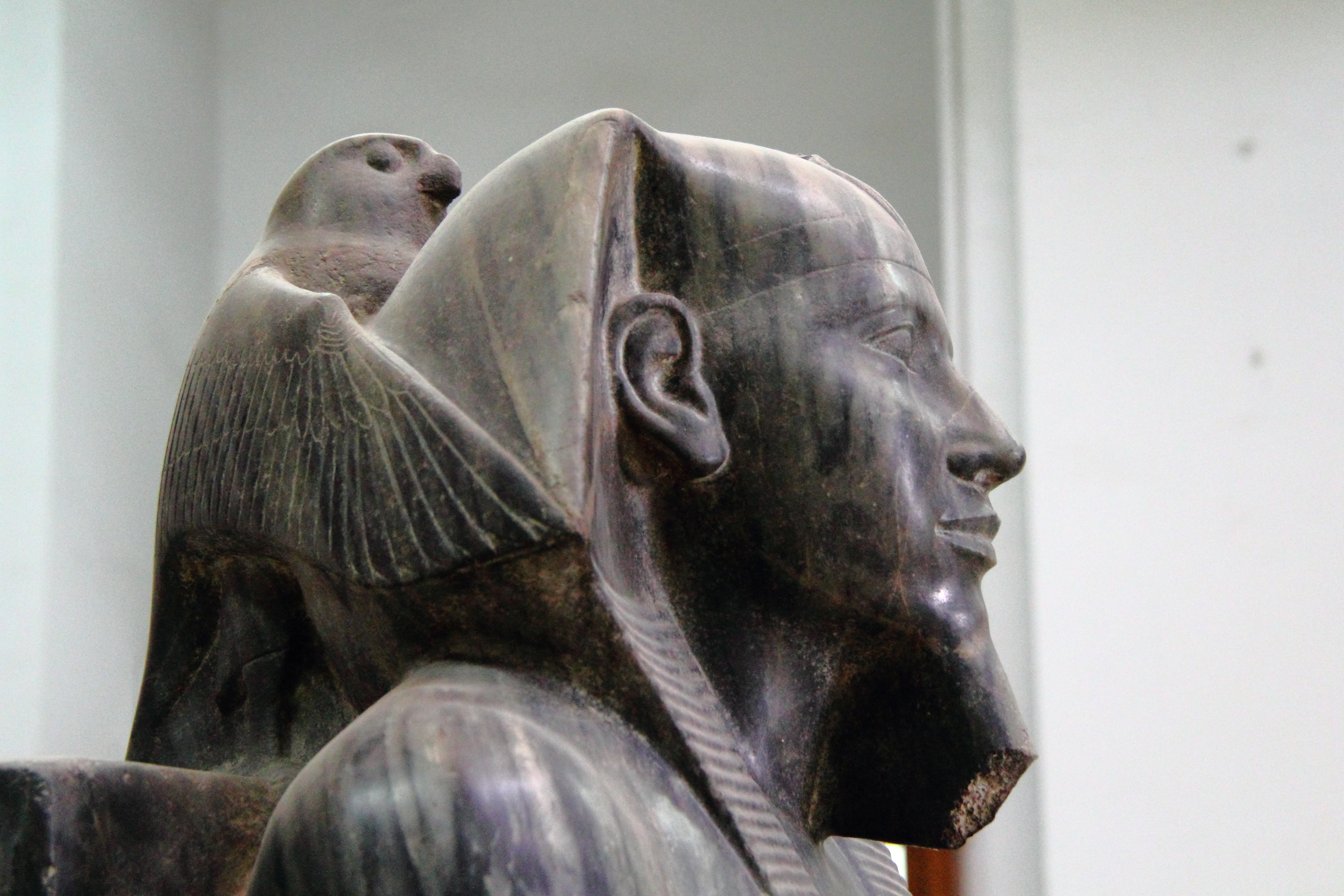
مجسمه خفرع، فرعون دوره پادشاهی کهن که توسط هوروس در آغوش گرفته شده است

مصر شناسان مدت هاست که در مورد مرتبه‌ای که در آن فرعون به عنوان خدا در نظر گرفته شده است بحث کرده اند. به نظر می‌رسد که به احتمال زیاد فرعون‌ها به قدرت سلطنتی خود، به عنوان یک نیرو و لطف از طرف خدایان می نگریستند. بنابراین، اگرچه مصریان باستان تشخیص می دادند که فرعون انسان است، اما همزمان او را به عنوان یک خدا می نگریستند، زیرا قدرت الهی سلطنت در او تجسم یافته بود. بنابراین او به عنوان یک واسطه بین مردم مصر و خدایان عمل کرد.
او برای حمایت از مآات، هم از طریق حفظ عدالت و هم هماهنگی در جامعه مصری‌ها و هم با حمایت از خدایان با معابد و اهدای هدایا، نقش کلیدی‌ای داشت. به همین دلایل، او بر تمامی فعالیت های مذهبی و دولتی نظارت کامل داشت و اختیار تام در همه امور جاری دولت و معبد را داشت. با این حال، تأثیر و اعتبار فرعون در زندگی واقعی می‌توانست با تصویر او در نوشته‌ها و تصاویر رسمی متفاوت باشد، و در اواخر دوره پادشاهی جدید، نقش و اهمیت مذهبی فرعون به شدت کاهش یافت. فرعون همچنین با بسیاری از خدایان خاص در ارتباط بود. او مستقیماً با هوروس مرتبط بود و او را پسر رع، خدای خورشید، می دانستند. پس از مرگ فرعون، پادشاه به طور کامل به یک خدا تبدیل می‌شد.